# Piłka siatkowa na Letniej Uniwersjadzie 2013
Piłka siatkowa na Letniej Uniwersjadzie 2013 została rozegrana w dniach 9 lipca  – 14 lipca 2013. Do rozdania były dwa komplety medali, po jednym w turnieju dla mężczyzn i kobiet. W turnieju męskim wystartowały 22 reprezentacje, natomiast w turnieju pań 15 reprezentacji. Obrońcą tytułu mistrzowskiego sprzed 2 lat była reprezentacja Rosji wśród mężczyzn i reprezentacja Włoch wśród kobiet.

## Program
|  | Eliminacje |  | Finały |

| Konkurencja      | Konkurencja | 12.08 | 13.08 | 14.08 | 15.08 | 16.08 | 17.08 | 18.08 | 19.08 | 20.08 | 21.08 | 22.08 |
| ---------------- | ----------- | ----- | ----- | ----- | ----- | ----- | ----- | ----- | ----- | ----- | ----- | ----- |
| Turniej mężczyzn |             |       |       |       |       |       |       |       |       |       |       |       |
| Turniej kobiet   |             |       |       |       |       |       |       |       |       |       |       |       |

## Medaliści
| Konkurencja:                | Złoto:      | Srebro:        | Brąz:           |
| Mężczyźni                   |             |                |                 |
| Turniej drużynowy szczegóły | Rosja (RUS) | Polska (POL)   | Japonia (JPN)   |
| Kobiety                     |             |                |                 |
| Turniej drużynowy szczegóły | Rosja (RUS) | Brazylia (BRA) | Tajlandia (THA) |

## Turniej mężczyzn
| Grupa A - Rosja - Białoruś - Korea Południowa - Estonia - Szwajcaria - Stany Zjednoczone | Grupa B - Ukraina - Japonia - Łotwa - Tajlandia | Grupa C - Polska - Brazylia - Australia - Szwajcaria - Chiny - Makau | Grupa D - Czechy - Kanada - Meksyk USA - Chile - Zjednoczone Emiraty Arabskie |

## Turniej kobiet
| Grupa A - Chiny - Belgia - Japonia - Szwecja | Grupa B - Brazylia - Ukraina - Włochy | Grupa C - Chińskie Tajpej - Francja - Kanada - Polska | Grupa D - Hongkong - Norwegia - Rosja - Tajlandia |